# Ер Монкиб
Ер Монкиб (фр. Eyres-Moncube) насеље је и општина у југозападној Француској у региону Аквитанија, у департману Ланд која припада префектури Мон де Марсан.
По подацима из 2011. године у општини је живело 375 становника, а густина насељености је износила 30,76 становника/km². Општина се простире на површини од 12,19 km². Налази се на средњој надморској висини од 40 метара (максималној 122 m, а минималној 44 m).

## Демографија
| 1962. | 1968. | 1975. | 1982. | 1990. | 1999. | 2011. |
| ----- | ----- | ----- | ----- | ----- | ----- | ----- |
| 372   | 386   | 331   | 301   | 317   | 342   | 375   |

График промене броја становника у току последњих година